# Bruno Mitsogiannis
Bruno Mitsogiannis, född 18 mars 1985, är en svensk sångare och musikalartist. Han är bror till Daniel Mitsogiannis.
Bruno Mitsogiannis, som är uppvuxen i Valdemarsvik, har medverkat i flera musikaler och TV-program. Han har även släppt ett album, Back to you, tillsammans med Peter Johansson.

## Teater

### Roller
| År   | Roll          | Produktion                                                                          | Regi             | Teater                 |
| ---- | ------------- | ----------------------------------------------------------------------------------- | ---------------- | ---------------------- |
| 2006 |               | Spelman på taket (Fiddler on the Roof) Jerry Bock, Sheldon Harnick och Joseph Stein | Hans Wigren      | Östgötateatern         |
| 2007 |               | Röda nejlikan (The Scarlet Pimpernel) Frank Wildhorn och Nan Knighton               | Stina Ancker     | Östgötateatern         |
| 2008 |               | Romeo och Julia (The Tragedy of Romeo and Juliet) William Shakespeare               | Tereza Andersson | Östgötateatern         |
| 2008 |               | Cabaret John Kander, Fred Ebb och Joe Masteroff                                     | Tereza Andersson | Östgötateatern         |
| 2010 | Galileo       | We will rock you Ben Elton och Queen                                                | Ben Elton        | Cirkus, Stockholm      |
| 2011 | Tony          | West Side Story Stephen Sondheim, Arthur Laurents och Stephen Sondheim              | Stina Ancker     | GöteborgsOperan        |
| 2012 | Gabriel       | Next to normal Brian Yorkey och Tom Kitt                                            | Lisa Ohlin       | Stockholms stadsteater |
| 2013 | Drew          | Rock of Ages Chris D'Arienzo                                                        | Anders Albien    | Chinateatern           |
| 2015 | Johnny        | American Idiot Billie Joe Armstrong, Michael Mayer och Green Day                    | Philip Zandén    | Malmö Opera            |
| 2015 | Frankie Valli | Jersey Boys Marshall Brickman och Rick Elice                                        | Anders Albien    | Chinateatern           |
| 2018 | Carl          | Ghost Dave Stewart, Glen Ballard och Bruce Joel Rubin                               | Anders Albien    | Chinateatern           |
| 2023 | Gunnar Armani | De’ e’ det här vi kallar kärlek Monica Forsberg och Ingela ”Pling” Forsman          | Hans Marklund    | Nöjesteatern           |